# ترانه‌شناسی تک‌آهنگ‌های امینم
رپر آمریکایی امینم ۵۷ تک آهنگ به عنوان هنرمند اصلی و ۹ تک آهنگ تبلیغاتی منتشر کرده‌است. او همچنین در ۲۲ تک آهنگ به عنوان هنرمند مهمان حضور داشته‌است، در حالی که با بیش از ۱۰۰ آهنگ اضافی وارد جدول شده‌است.
اولین تک آهنگ امینم، " Just Don't Give a Fuck " در سال ۱۹۹۸ منتشر شد و در Slim Shady EP، و همچنین در دومین آلبوم استودیویی او، The Slim Shady LP، که نسخه‌ای از آهنگ را دوباره کار کرد، قرار گرفت. اولین آهنگ امینم که وارد بیلبورد هات ۱۰۰ شد، My Name Is که در سال ۱۹۹۹ منتشر شد و موفق‌ترین تک آهنگ The Slim Shady LP شد. آن و «وجدان گناهکار» هر دو به ۵ رتبه برتر در بریتانیا رسیدند.
تک آهنگ اصلی سومین آلبوم استودیویی امینم، The Marshall Mathers LP، ترانه The Real Slim Shady بود که اولین ورودی او در بین ده آهنگ برتر بیلبورد هات ۱۰۰ شد. سومین تک آهنگ از آلبوم، " Stan "، با آواز خواننده بریتانیایی دیدو، نمونه برداری از آهنگ " متشکرم " او. "Stan" موفق‌ترین تک آهنگ آلبوم در خارج از ایالات متحده بود، در حالی که نتوانست به ۵۰ آهنگ برتر در کشور امینم برسد.
در سال ۲۰۰۲، امینم تک آهنگ‌های "Without Me" و "Cleanin' Out My Closet" را از آلبوم خود The Eminem Show و همچنین تک آهنگ "Lose Yourself" را از موسیقی متن فیلم ۸ مایل منتشر کرد که اولین آهنگ شماره یک او در آلبوم شد. ۱۰۰ را داغ کرد و ۱۲ هفته در اوج ماند. این آهنگ همچنین به صدر جدول‌های مختلف ملی در سراسر جهان رسید.
در سال ۲۰۰۹، آهنگ "Crack a Bottle" که با همکاری همتایان خود دکتر دره و 50 Cent ساخته شد، رتبه دوم امینم در Hot 100 را به خود اختصاص داد و با فروش ۴۱۸۰۰۰ نسخه، رکورد فروش هفته اول دانلود در ایالات متحده را شکست. در هفته اول!
تک آهنگ‌های ریکاوری ' Not Afraid " و " Love the Way You Lie " با حضور ریحانا، که هر دو در سال ۲۰۱۰ منتشر شدند، سومین و چهارمین آهنگ شماره یک امینم در Hot 100 شدند. دومی همچنین به صدر نمودارهای ملی مختلف در سراسر جهان رسید. در ژوئن ۲۰۱۴، آهنگ او "Not Afraid" توسط RIAA گواهی الماس دریافت کرد، بنابراین امینم اولین هنرمند با دو جایزه الماس دیجیتال توسط RIAA شد.
در آگوست ۲۰۱۳، امینم تک‌آهنگ " Berzerk " را منتشر کرد که شماره ۳ را در Billboard Hot 100 به دست آورد و قبل از هشتمین آلبوم استودیویی او The Marshall Mathers LP 2 قرار گرفت. این آلبوم تک‌آهنگ‌های " Survival " را تولید کرد که در طول تریلر Call of Duty: Ghosts به نمایش گذاشته شد، " Rap God " و " The Monster " با حضور ریحانا.
«هیولا» پنجمین شماره امینم شد. ۱ تک آهنگ در Hot 100، که او را با خواننده‌های رپ Ludacris و P. Diddy برای رپرهایی که بیشترین امتیاز را دارند، همسو می‌کند. ۱ تک آهنگ در ایالات متحده. در می ۲۰۱۴، امینم به عنوان پرمخاطب‌ترین هنرمند تمام دوران در Spotify معرفی شد.
از سال ۲۰۱۷ تا ۲۰۲۰، امینم تک‌آهنگ‌های موفق مختلفی از جمله «River» با حضور اد شیران، «Lucky You» با حضور جوینر لوکاس، «Killshot» و «Godzilla» با حضور Juice Wrld منتشر کرد. دو مورد آخر در رتبه ۳ بیلبورد هات ۱۰۰ قرار گرفتند.